# Grusstarr
Grusstarr (Carex hirta) är en flerårig gräslik växt inom släktet starrar och familjen halvgräs. Grusstarr har långa jordstammar och är krypande, och har mörkt rödbruna basala slidor. Dess strån är glänsande, kala och nertill grova. De klargröna eller grågröna bladen blir två till fem mm breda, är platta och håriga liksom bladslidorna. Grusstarr har två till tre smala hanax och två till fyra långt skilda hanax som är en till tre cm långa, upprätta och långskaftade. De nedre stödbladen har samma längd som strået. Hanaxfjällen är ofta finhåriga, medan honaxfjällen är bleka och blir från sex till åtta mm, och har en lång grön mittnerv och sträv uddspets. De blågröna till rödbruna fruktgömmena blir från fem till sju mm, är finhåriga och har en tydliga nerver. Fruktgömmena har även en två mm lång, sträv och kluven näbb. Grusstarr blir från 15 till 60 cm hög och blommar från maj till juni.

## Utbredning
Grusstarr är ganska vanlig i Norden och återfinns vanligen på torr till frisk, näringsrik sand- och lerjord, såsom stränder, betesmark, stigar, vägkanter, diken, sluttningar, grustag och utfyllnader. Dess utbredning i Norden sträcker sig till södra kusten i Finland, Åland, hela södra Sverige inklusive Öland och Gotland, Norges sydkust samt hela Danmark.
- Referens: Den nya nordiska floran ISBN 91-46-17584-9